# Nikola Kozomara
Nikola Kozomara, né le 16 décembre 1991, est un coureur cycliste serbe.

## Palmarès et résultats

### Palmarès par année
- 2007
  - 3e du championnat de Serbie de cyclo-cross cadets
  - 3e du championnat de Serbie du contre-la-montre cadets
- 2008
  - 3e du championnat de Serbie de cyclo-cross juniors
  - 3e du championnat de Serbie du contre-la-montre juniors
- 2009
  -  Champion de Serbie sur route juniors
  - 2e du championnat de Serbie du contre-la-montre juniors
  - 2e du championnat de Serbie sur route juniors
  -  Médaillé d'argent du championnat des Balkans sur route juniors
- 2011
  - 2e du championnat de Serbie de cyclo-cross espoirs
- 2012
  -  Champion de Serbie sur route
  -  Champion de Serbie sur route espoirs
  -  Champion de Serbie du contre-la-montre espoirs
  - 2e du championnat de Serbie du contre-la-montre
- 2013
  - 2e du championnat de Serbie sur route espoirs
- 2015
  - 2e du championnat de Serbie du critérium
  - 3e du Black Sea Cycling Tour
- 2016
  -  Champion de Serbie sur route

### Classements mondiaux
| Année           | 2010 | 2011 | 2012 | 2013 | 2014 | 2015 | 2016 |
| --------------- | ---- | ---- | ---- | ---- | ---- | ---- | ---- |
| UCI Asia Tour   | 143e |      |      |      |      |      |      |
| UCI Europe Tour | 821e | 297e |      | 784e |      | 481e | 523e |